# Saydnaya (underdistrikt)
Saydnaya (arabiska: ناحية صيدنايا) är ett subdistrikt i Syrien. Det ligger i provinsen Rif Dimashq, i den sydvästra delen av landet, 24 km nordost om huvudstaden Damaskus.
Trakten runt Saydnaya är ofruktbar med lite eller ingen växtlighet. Runt Saydnaya är det ganska tätbefolkat, med 75 invånare per kvadratkilometer.